# ドリームキャストFAN
『ドリームキャストFAN』（ドリームキャストファン、Dreamcast FAN）は、徳間書店インターメディアが発行していたセガの家庭用ゲーム機・ドリームキャスト専門のゲーム雑誌。

## 沿革
1989年8月に、『ファミリーコンピュータMagazine』の1コーナーから独立する形で『BEEP! メガドライブ』（ソフトバンク）に次ぐメガドライブ専門誌『メガドライブFAN』として創刊。当時のセガが敷いていた「硬派路線」は本誌でも色濃く反映された。
1994年12月、前月のセガサターン（SS）発売に合わせて『SATURN FAN』へ改題。1995年には『バーチャファイター2』がセガ初のミリオンセラーを達成するなどPlayStation（PS）に対して優位を保っていたことも手伝い、月2回刊へペースアップ。しかし、1996年以降メディアワークスや毎日コミュニケーションズによる競合誌の創刊や、SSの優位がまたたく間に崩れ去ってPSに圧倒された市場環境の急激な変化により部数は減少。月2回刊を謳いながらも合併号が相次ぎ、事実上の月刊ペース発行を余儀無くされた。
1998年11月、ドリームキャスト発売に伴い本誌も『ドリームキャストFAN』に改題しリニューアル。約半年は隔週刊ペースとして発行を行うも、1999年7月30日発売のNo.15号からは再度リニューアルとして月刊ペースの発行へと戻った。同年1999年末、徳間書店インターメディアが親会社の徳間書店に吸収合併されることが決まり、『Play Station Magazine』と共に廃刊した。

## メガドライブFAN(+1)復刻本
2019年9月19日、株式会社アンビットは徳間書店による発売という形で、ムック本『BEEP! メガドライブFAN ―２誌合体！メガドライブミニ 総力特集号―』を刊行した。
背景としては同日にセガゲームスが、メガドライブソフトをハード込みで復刻するテレビゲーム機「メガドライブ ミニ」（MDミニ）を発売したことから、同種の復刻系テレビゲーム機のリリースに合わせて往年のテレビゲーム雑誌がムック形式で「復刻」された事例と同様、MDミニでも復刻を行ったものである。
なお、この復刻本の題名に「BEEP!」と付いているのは、かつてのライバル誌でもあった「BEEP! メガドライブ」的な雑誌テイストも盛り込んでいることから（現在、同雑誌の版権を保有しているSBクリエイティブ社の許諾・協力によるもの）。また付録として、両雑誌に当時掲載されたMDミニ収録ゲームの紹介や攻略記事をPDF化したデータDVDが添付された。